# Бюлан, Антуан
Антуан Бюлан (фр. Antoine Bullant, также Антон Булландт, нем. Anton Bullandt, в некоторых источниках Иван Бюлан, Жан Бюлан, Иван Булант и т. д.; 1751—1821) — российский фаготист и композитор предположительно чешского происхождения. Камер-музыкант; писал музыку на русские тексты в Санкт-Петербурге, при императрице Екатерине II и императоре Павле I.

## Биография
Считается, что Антуан Бюлан родился 9 февраля 1751 года в богемском городке Мельник (ныне в составе одноимённого района Чехии), при этом в ряде старых источников местом его рождения обозначен Амьен. В 1770-е гг. он работал во Франции, в частности, в 1773 году опубликовал четыре симфонии с посвящением графу Александру Строганову. Возможно, именно благодаря знакомству со Строгановым он в 1780 году переехал в Санкт-Петербург, где и работал до конца жизни.
В сентябре 1783 года поступил в фаготисты первого казённого театрального оркестра. Оставив эту службу в начале следующего года, он в июле 1785 года снова вернулся к ней; жалование он получал, при казённой квартире, 800 рублей, а с 1 октября 1800 года — 1000 рублей в год.
Антуан Бюлан написал более десяти опер, пользовавшихся в своё время большой известностью. Львиная доля этих опер была написана на тексты русского драматурга Якова Княжнина; среди них: «Добродетельный волшебник», «Притворно сумасшедшая», «Софонизба», «Владисан», «Мужья, женихи своих жён», «Сбитенщик». Также, совместно с Катерино Кавосом, он написал оперу «Крестьяне, или Встреча незваных», которая увидела свет в 1814 году.
Опера «Сбитенщик», представляющая собою переделку мольеровской комедии «Школа жён», впервые была представлена публике в Каменном театре (ныне Большой театр) 11 мая 1789 года, имела огромный успех и выдержала множество представлений; в 1853 году партию «Сбитенщика» исполнял знаменитый русский певец Осип Афанасьевич Петров.
В 1787 году, по случаю празднования в Москве двадцатипятилетия царствования императрицы Екатерины II, Антуан Бюлан написал музыку к лирическому прологу с хорами и балетами (на слова Михаила Хераскова) «Счастливая Россия или 25-летний юбилей». Несколько его романсов были напечатаны в журнале «Северный меркурий» за 1809 год.
Бюлан также был одним из учредителей Санкт-Петербургского филармонического общества.
Антуан Бюлан скончался 13 (25) января 1821 года в городе Санкт-Петербурге.
Согласно «Русскому биографическому словарю» под редакцией Александра Половцова, «музыка опер Бюлана отличается живостью, лёгкостью, и в ней часто встречаются чисто русские мотивы».